# محمد الحيرش
محمد الحيرش (مواليد سنة 1963 بتطوان) هو أكاديمي وباحث مغربي. متخصّص في اللسانيات والتأويليات، ويشغل منصب أستاذ بكلية الآداب والعلوم الإنسانية التابعة لجامعة عبد المالك السعدي بتطوان.

## مسيرته
حصل على الإجازة في اللسانيات العربية من جامعة سيدي محمد بن عبد الله بفاس سنة 1985، ثم على دبلوم الدراسات العليا في اللسانيات العامة من جامعة عبد المالك السعدي بتطوان سنة 1991، وعلى دكتوراه دولة في اللغة العربية وآدابها من جامعة تطوان سنة 2009، بأطروحة بعنوان «تفسير النص وتأويله في علوم القرآن: دراسة في ضوء التأويليات المعاصرة»، بإشراف اللساني والمفكر الدكتور عبد السلام المسدي.
له عديد من الأبحاث والمقالات المنشورة في دوريات ومجلات متخصصة، كما له مشاركات علمية في عدد من الندوات الوطنية والدولية. ويشغل حاليا مدير مختبر التأويليات والدراسات النصية واللسانية في كلية آداب تطوان.

## أعماله
صدرت له مجموعة من الدراسات والأعمال الفردية والجماعية التي اهتم فيها بالعلاقة بين التأويليات الحديثة والتأويليات القديمة، منها
- 2013: النص وآليات الفهم في علوم القرآن: دراسة في ضوء التأويليات المعاصرة، دار الكتاب الجديد المتحدة، بيروت
- 2019: أخلاقيات التأويل: من أنطولوجيا النص إلى أنطولوجيا الفهم، دار الفاصلة للنشر، طنجة
- 2021: النسق والاستعمال: من لسانيات اللغة إلى لسانيات التواصل، دار الفاصلة للنشر، طنجة

كما أشرف بالاشتراك مع أساتذة آخرين على إصدار الأعمال المحكمة لمؤتمر «في الحاجة إلى التأويل» (2018)، ومؤتمر: «التأويليات وعلوم النص» (2019)، وملتقى الباحثين في مراكز دراسات الدكتوراه بالمغرب والعالم العربي حول: «التأويل بين الفلسفة والأدب» (2019).